# Simone Sylvestre
Simone Sylvestre est une actrice française née Simone Marie Jeanne Berger le 16 septembre 1923 dans le 13e arrondissement de Paris.

## Filmographie
- 1941 : Ne bougez plus de Pierre Caron
- 1941 : Premier rendez-vous de Henri Decoin : une pensionnaire de l'orphelinat
- 1942 : Les Inconnus dans la maison de Henri Decoin : une journaliste
- 1944 : Les Petites du quai aux fleurs de Marc Allégret : Édith
- 1945 : Félicie Nanteuil de Marc Allégret : Mme de Ligny
- 1946 : Le Visiteur de Jean Dréville : Simone
- 1946 : Pétrus de Marc Allégret : Francine
- 1947 : La Femme en rouge de Louis Cuny : Irmène
- 1949 : Entre onze heures et minuit de Henri Decoin : Léone
- 1955 : Frou-Frou d'Augusto Genina : Ketty
- 1955 : M'sieur la Caille d'André Pergament : une fille
- 1955 : Razzia sur la chnouf de Henri Decoin : la compagne de l'homme au revolver
- 1956 : Elena et les Hommes de Jean Renoir : une amie d'Henri
- 1957 : L'Aventurière des Champs-Élysées de Roger Blanc : Monique